# Джеймс Ротман
Джеймс Ротман (англ. James E Rothman; нар. 3 листопада 1950, Хейвріл, Массачусетс, США}) — американський біохімік, лауреат Нобелівської премії з фізіології або медицини за 2013 рік спільно з Ренді Шекманом і Томасом Зюдгофом із формулюванням за «відкриття механізму, якій регулює везикулярний трафік, важливу транспортну систему в клітинах». Очолює кафедру клітинної біології Єльської школи медицини, директор Інституту нанобіології в Західному кампусі Єльського університету.

## Життєпис

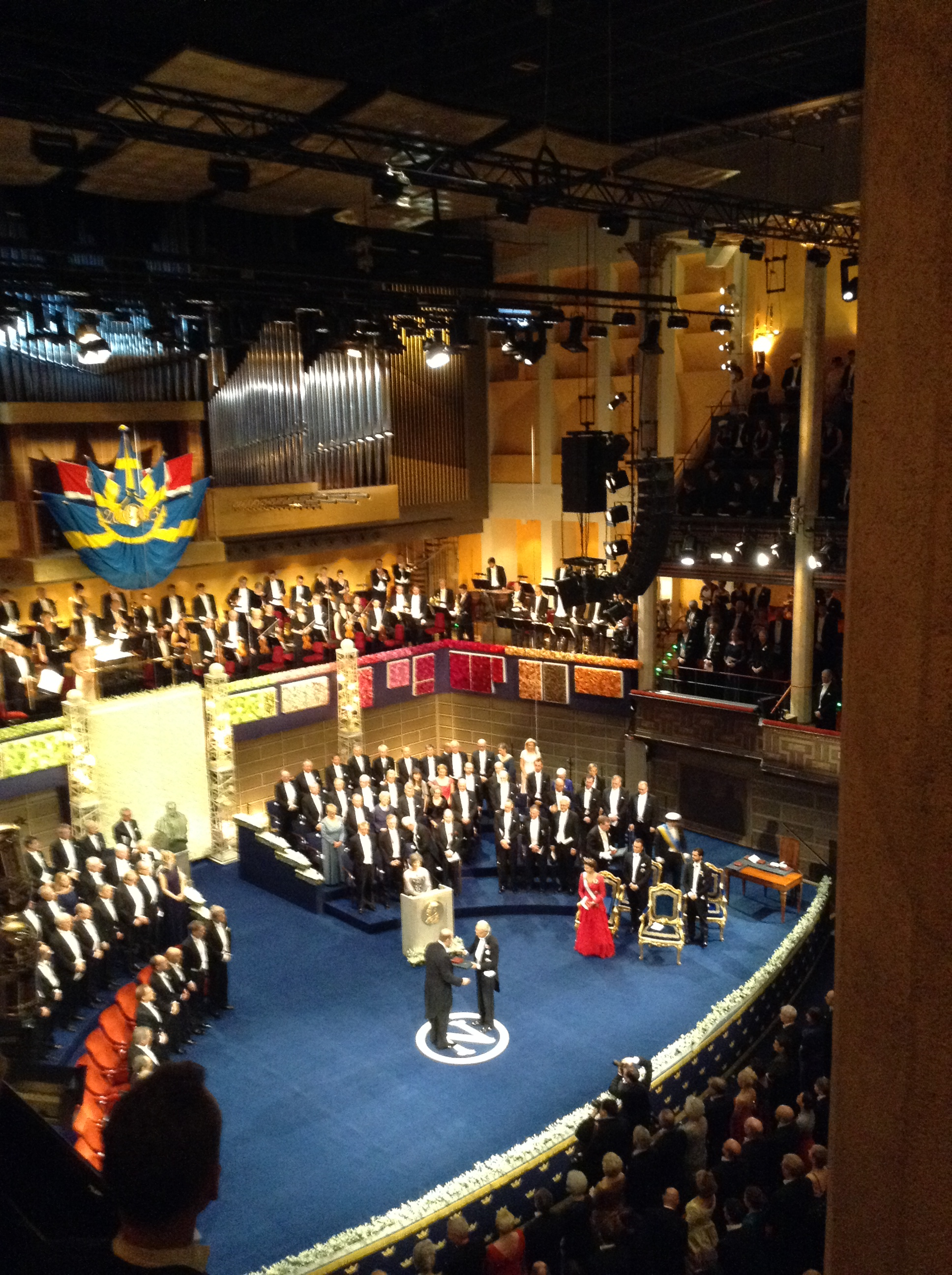
Церемонія нагородження Нобелевських лауреатів 2013 р.: Король Швеції вручає Джеймсу Ротману премію.

Ступінь бакалавра мистецтв Ротман отримав у Єльському університеті, а ступінь доктора філософії — в Гарвардському університеті.
1978 року він почав працювати на кафедрі біохімії в Стенфордському університеті. У 1988–1991 роках працював у Принстонському університеті, після чого заснував кафедру клітинної біохімії і біофізики в онкологічному центрі Слоуна-Кеттерінга в районі Мангеттен-Валлі в Нью-Йорку. Там само зайняв посаду віце-голови (заступника директора) інституту при центрі.
2003 року Ротман зайнявся професорську посаду в Коледжі лікарів і хірургів при Колумбійському університеті й очолив університетський Центр хімічної біології. Джеймс Ротман є членом Національної академії наук США та її Інституту медицини, Американської академії мистецтв та наук.
Основним об'єктом досліджень Ротмана є вивчення процесу того, яким чином везикули, що переносять молекули всередині клітин, визначають пункт свого призначення і де звільнити свій вміст. На цьому внутрішньоклітинному транспорті зав'язані найважливіші фізіологічні функції, серед яких взаємодія мозкових нейронів, секреція інсуліну та інших гормонів. При некоректній роботі везикулярного транспорту виникають такі серйозні захворювання, як діабет або ботулізм.